# Onitis obscurus
Onitis obscurus är en skalbaggsart som beskrevs av Lansberge 1886. Onitis obscurus ingår i släktet Onitis och familjen bladhorningar. Inga underarter finns listade i Catalogue of Life.